# Palazzo Lucentini Bonanni
Palazzo Lucentini Bonanni, talvolta citato semplicemente come Palazzo Bonanni — da non confondere con l'omonimo edificio sito su corso Vittorio Emanuele, oggi noto come Palazzo Cipolloni Cannella — o più raramente come Palazzo Lucentini, è un palazzo storico dell'Aquila.

## Storia
L'edificio è una storica residenza della famiglia Lucentini ed è riconducibile agli ultimi anni del XVI secolo (la data di completamento viene tradizionalmente riferita al 1588), anche se il palazzo fu largamente rimaneggiato successivamente al terremoto del 1703. 
Successivamente divenne residenza dei Pietrucci e infine, nel XIX secolo fu proprietà dei Bonanni, baroni di Ocre, che cedettero contestualmente la loro residenza precedente, il palazzo Cipolloni Cannella, posta più a valle, su corso Vittorio Emanuele ai Cipolloni Cannella.
Nel 1933, con l'allargamento del corso, il palazzo venne privato di una cospicua ala posta verso l'attuale palazzo Paone Tatozzi.
Lesionato nuovamente dal sisma del 2009, l'edificio è stato sottoposto a restauro a partire dal 2012 e riaperto al pubblico per la prima volta nel 2015, in occasione dell'Adunata nazionale degli alpini.

## Descrizione

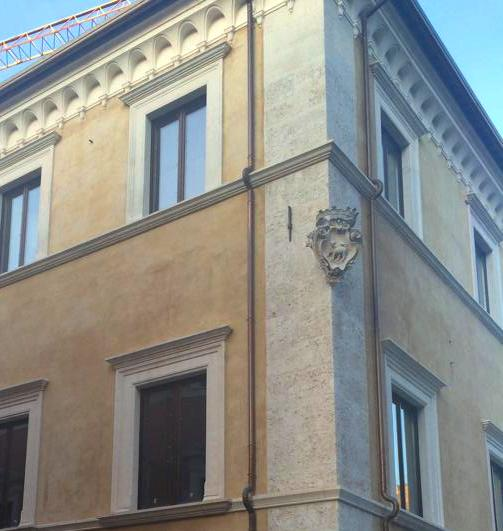
Lo stemma della famiglia Bonanni su un angolo del palazzo.

Palazzo Lucentini Bonanni è situato all'ingresso del centro storico, tra corso Vittorio Emanuele e via Castello, con la facciata principale rivolta verso sud su piazza Regina Margherita e la secondaria — ricostruita in seguito all'allargamento del corso — rivolta verso il vicino Palazzo Paone Tatozzi e posta in asse con il razionalista Palazzo Leone.
L'edificio, d'architettura rinascimentale seppur con vistosi richiami ai motivi quattrocenteschi, si presenta su tre livelli con pesanti contrafforti sugli angolari; sull'angolo strategicamente più importante, ossia quello tra il corso e la piazza, è installato lo stemma della famiglia Bonanni balsonato come "d'oro al gatto passante di nero con la testa in maestà". La simbologia del gatto torna anche nella toponomastica della zona; la via posta a nord del palazzo si chiama per l'appunto via del Gatto.
Si configura con un impianto a ferro di cavallo ed è dotato di un cortile interno che è uno dei pochissimi all'Aquila ad essere porticato su tutti e quattro i lati. Durante i restauri del 2012-2015 sono state rinvenute ulteriori colonne con apparati decorativi di tipo gotico-rinascimentale che erano state inglobate nella muratura nei lavori di rafforzamento della struttura in seguito al terremoto del 1703.